# 陳偉泓
陳偉泓（1958年—）臺灣教育界人士，畢業於國立彰化師範大學教育科學系物理組，淡江大學教育科技所碩士。曾任臺北市立建國高級中學校長、臺北市立麗山高級中學校長、北一女中教師、中正高中和中山女中教務主任，並在任內獲教育部頒發教學卓越獎。2005年起擔任麗山高中校長，2011年陳偉泓通過遴選轉任建國中學校長，當時代理建國中學校長職務的教導主任徐建國則巧合地轉而接任麗山高中校長。
陳偉泓於2012年3月曾公開質疑教育部版本十二年國民基本教育中的問題，並提出「記取歷史教訓」、「砌磚式配套方案-由上往下重要的磚先砌，打好地基」、「12-K的一貫課程先行」、「有效教學的專業教師發展」等主張，建議應「穩健推動、延後實施」十二年國教。
2015年8月，陳偉泓因個人生涯規畫自建國中學退休，後受聘為麗山高中校務發展委員會顧問，並任越南胡志明市丁善理紀念中學校長。
2019年8月，陳偉泓名列中國國民黨總統參選人韓國瑜的國政顧問團教育組名單。